# Lithiumdriehoek

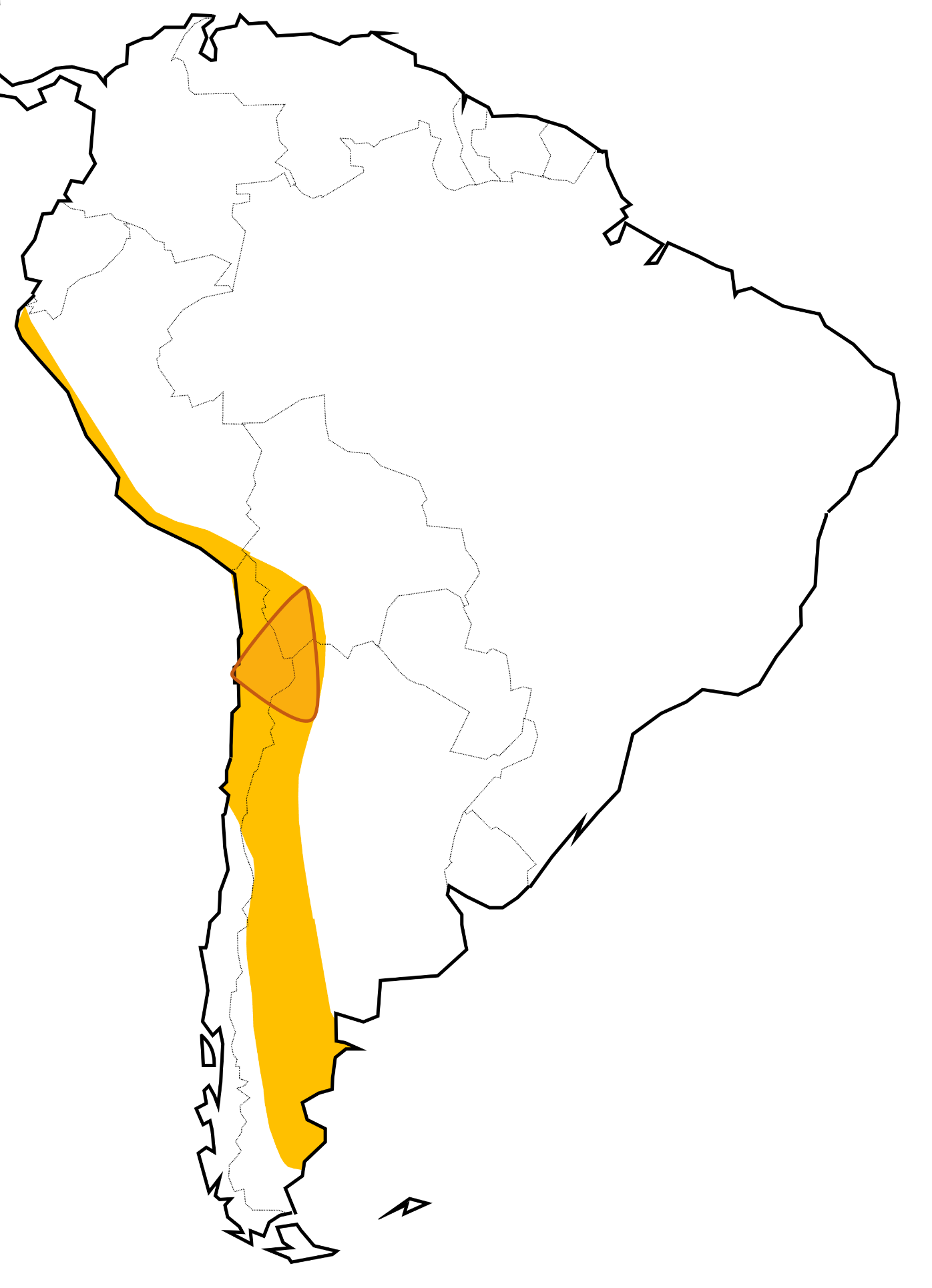
Kaart van Zuid-Amerika met links in het midden de Lithiumdriehoek

De Lithiumdriehoek (Spaans:Triángulo del Litio) is een regio in het Andes gebergte waar veel lithium is aangetoond. Het gebied ligt in het grensgebied van Argentinië, Bolivia en Chili. Het lithium is vooral aanwezig in de zoutmeren in de Atacama woestijn en de droge gebieden direct in de omgeving daarvan. De grootste zoutmeren zijn Salar de Uyuni in Bolivia, Salar de Atacama in Chili en Salar del Hombre Muerto in Argentinië.
In de lithiumdriehoek ligt naar schatting iets meer dan 50% van de wereldwijde lithiumvoorraad. Wereldwijd is 86 miljoen ton lithium aangetoond, hiervan ligt 21 miljoen ton in Bolivia, 19 miljoen ton in Argentinië en bijna 10 miljoen ton in Chili.

## Ontginning

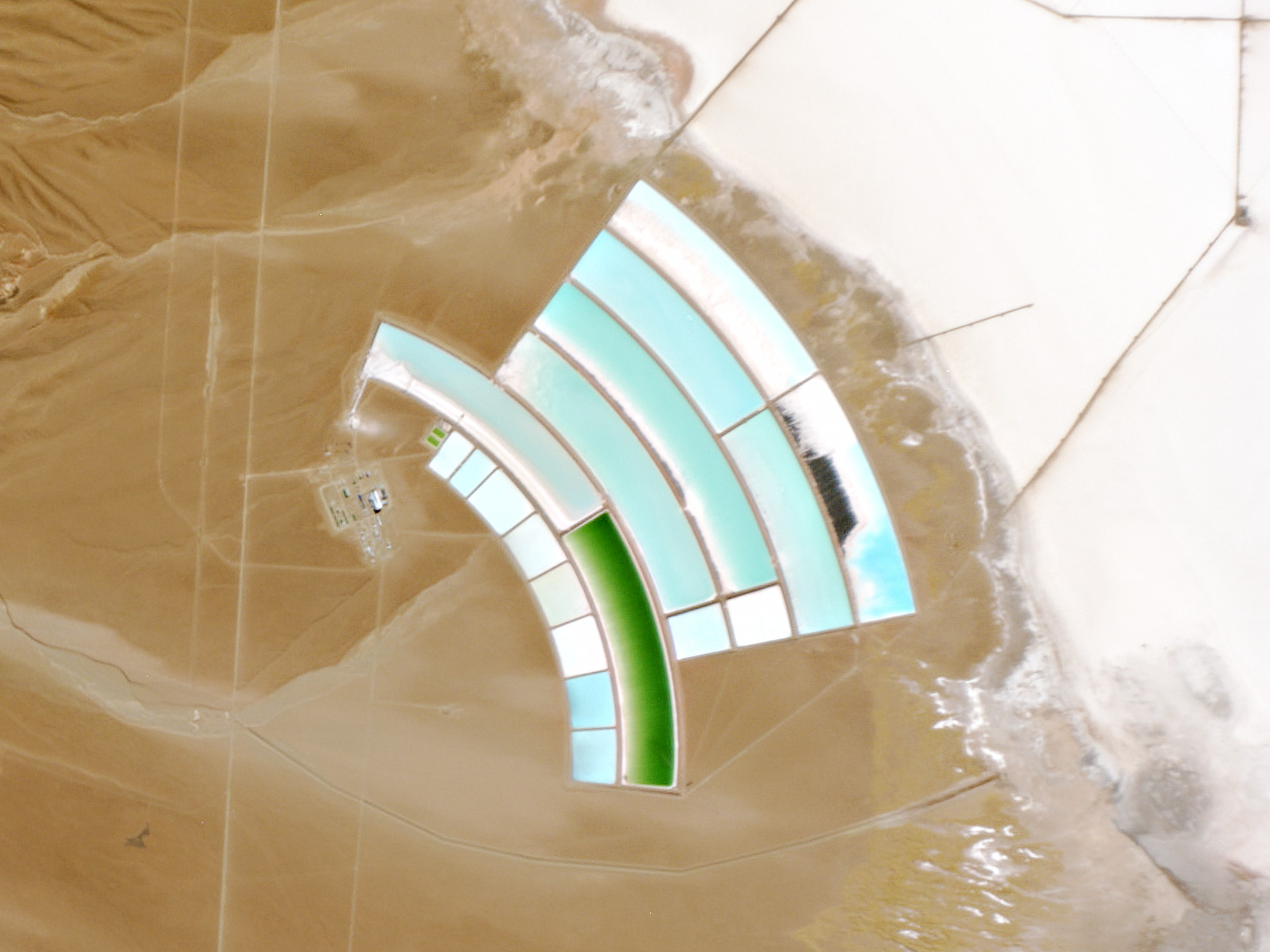
Ontginningsfaciliteit in Argentinië

Chili is van de drie landen het meest actief met de winning van lithium. Sociedad Química y Minera de Chile (SQM) is actief bij Salar de Atacama en Chili heeft een aandeel van 30% in de wereldwijde productie van lithiumcarbonaat. 
Argentinië produceert ook lithium maar dit land blijft met een aandeel van 12% in de wereldwijde productie achter bij Chili. 
Bolivia is het minst ver gevorderd met de exploitatie. In 2017 werd het staatsbedrijf Yacimientos de Litios Bolivianos (YLB) opgericht om deze reserves te gaan exploiteren. YLB is een proefproject gestart en produceert enkele honderden tonnen lithiumcarbonaat per jaar.